# Henriksgrund
Henriksgrund är skär i Åland (Finland). De ligger i Skärgårdshavet och i kommunen Brändö i landskapet Åland, i den sydvästra delen av landet. Öarna ligger omkring 72 kilometer nordöst om Mariehamn och omkring 230 kilometer väster om Helsingfors.
Arean för den av öarna koordinaterna pekar på är 3 hektar och dess största längd är 300 meter i sydväst-nordöstlig riktning. Trakten är glest befolkad. Närmaste större samhälle är Brändö, 17,8 km sydost om Henriksgrund.